# 拉雷普雷薩 (拉喬雷拉區)
拉雷普雷薩（西班牙語：La Represa），是巴拿馬的城鎮，位於該國中東部，由西巴拿馬省的拉喬雷拉區負責管轄，面積38.1平方公里，2010年人口681，人口密度每平方公里17.9人。